# Ahmed Ouerfelli
Ahmed Ouerfelli, de son nom complet Ahmed Mohamed Salah Ouerfelli, né le 23 novembre 1970 au Sers, est un magistrat, avocat, universitaire et expert tunisien de l'arbitrage international. Il a assumé la fonction de conseiller juridique auprès du président de la République tunisienne,.

## Biographie
Après être passé par le lycée secondaire du Sers, il étudie à la faculté de droit et des sciences politiques de Tunis. Diplômé de l'Institut supérieur de la magistrature en 1995, il est nommé juge au tribunal de première instance de l'Ariana le 16 septembre de cette année puis juge à la cour d'appel de Tunis, poste qu'il occupe de 1997 à 2000.
Juriste, enseignant à la faculté de droit et des sciences politiques de Tunis, chercheur et président du groupe de travail au Centre des études juridiques et judiciaires, il est spécialiste en droit commercial avec un focus sur l'arbitrage national et international, spécialiste en droit constitutionnel et spécialiste en droit du sport. Il est par ailleurs l'auteur de neuf livres et d'une centaine d'articles.
En 2011, après la révolution tunisienne, il devient conseiller juridique auprès de trois présidents de la République : Fouad Mebazaa (président interimaire en 2011), Moncef Marzouki (2012-2014) et Béji Caïd Essebsi (2014-2015). Ouerfelli aide également Marzouki comme coordinateur général du comité de son projet de création d'une Cour constitutionnelle internationale.
Quand la rédaction de la nouvelle Constitution tunisienne présente plusieurs difficultés et que le projet d'une nouvelle version entre dans une phase critique, Ahmed Ouerfelli est l'un des huit spécialistes de droit constitutionnel qui rapportent le 25 juin 2013 au président, sans que cela diminue les conflits politiques, qui mènent à la formation du quartet du dialogue national.
Le 1er septembre 2014, Ahmed Ouerfelli démissionne en tant que juge de deuxième grade et quitte son poste de conseiller juridique du président en février 2015 pour se consacrer de nouveau à sa fonction d'avocat, à la Cour de cassation, et membre du conseil scientifique du Centre de conciliation et d'arbitrage de Tunis. Il est toujours engagé dans le projet de formation d'une Cour constitutionnelle internationale et membre du conseil de l'Arab Association of Constitutional Law depuis sa création en novembre 2014.
Ahmed Ouerfelli a aussi mis ses qualités juridiques au service du sport dans plusieurs fonctions officielles en tant que bénévole. Depuis 2004, il est ainsi médiateur dans plusieurs conflits sportifs. De 2011 à 2013, il est membre de la Haute commission à la supervision des élections des fédérations sportives, en tant que responsable de la commission du contrôle du vote. Depuis 2012, il est membre du Comité national d'arbitrage sportif, qu'il préside en 2014. En 2012, il est président intérimaire de la Ligue nationale de football professionnel.

## Œuvres

### Livres
- (ar) Études en droit fiscal, Tunis, L'Expert, 2003.
- (ar) La distribution des dividendes sociaux, Alexandrie, 2006.
- (ar) Code de l'arbitrage annoté. L'arbitrage interne, Tunis, Centre des études juridiques et judiciaires, 2006.
- (ar) L'arbitrage international en droit tunisien et comparé, Tunis, GLD, 2006.
- (ar + fr + en) Code des sociétés commerciales annoté, Tunis, Centre des études juridiques et judiciaires, 2007, avec Kamel Ayari.
- (ar + fr + en) Études en droit fiscal II, Tunis, GLD, 2007.
- (ar) Précis de droit des sociétés commerciales, Tunis, GLD, 2009.
- L'arbitrage dans la jurisprudence tunisienne, Tunis, LGDJ, 2010, 490 p. (ISBN 979-6500183800, lire en ligne).
- (ar) Le manuel de la loi sportive, 2015.

### Articles
- « Spécificités de l'arbitrage en matière d'investissement », Revue tunisienne de l'arbitrage, no 1,‎ 2001.
- « Les tendances législatives et judiciaires de l'arbitrage dans les pays du Maghreb », Revue tunisienne de l'arbitrage, no 2,‎ 2002.
- « L'arbitrage CIRDI, arbitrage forcé ? », Revue tunisienne de l'arbitrage, no 3,‎ 2005.
- « La motivation de la sentence arbitrale : un art et un devoir », Revue de la jurisprudence et de la législation, no 5,‎ 2005, p. 9-50.
- « Arbitrage et fiscalité », Revue tunisienne de l'arbitrage, no 4,‎ 2007.
- (en) « National Report Tunisia », dans International Handbook on Commercial Arbitration, La Haye, Kluwer Law International, 2008 (ISBN 978-9065449672), p. 1-76.
- « L'exécution des sentences arbitrales étrangères dans les pays du Maghreb », Revue tunisienne de l'arbitrage, no 5,‎ 2008.
- (en) « Enforcement of Foreign Arbitral Awards in Maghreb Countries », Journal of International Arbitration, vol. 25, no 2,‎ 2008, p. 241-256 (ISSN 0255-8106).
- (en) « Lights on the Tunisian Case Law and the Application of Public Policy in Arbitration », International Journal of Arab Arbitration, vol. 1, no 3,‎ 2009 (ISSN 2219-6447).
- (en) « Recent Developments of Arbitration Law and Practice in Tunisia », ASA Bulletin, vol. 29, no 2,‎ 2011, p. 296-311 (ISSN 1010-9153).
- (en) « Arbitral Jurisdiction as an Indivisible Package: an Analysis of the Approach of the English and Tunisian Courts in Midgulf v. Groupe Chimique Tunisien - One Issue, Two Perspectives » avec Iain Quirck », International Journal of Arab Arbitration, vol. 5, no 1,‎ 2013 (ISSN 2219-6447).
- (en) « The application of international constitutional principles to civil society (the example of FIFA and FTF) », Revista Internacional d'Humanitats, no 38,‎ septembre-décembre 2016, p. 39-50 (ISSN 1516-5485, lire en ligne, consulté le 22 janvier 2025).

## Décorations
- Officier de l'Ordre de la République par arrêté du 29 décembre 2014[7].